# U Phoenicis
U Phoenicis är en pulserande variabel av Mira Ceti-typ (M) i stjärnbilden Fenix.
Stjärnan varierar mellan fotografisk magnitud +10,1 och mindre än 14,5 med en period av 226,3 dygn.